# ممبة جمسونية
الممبة الجمسونية أو ممبة جمسون هو نوع من الثعابين شديدة السمية موطنها أفريقيا الاستوائية. ينتمي إلى جنس ممبة، وهو نحيف ذو أجزاء علوية خضراء باهتة أما الأجزاء السفلية فهي كريمية اللون ويتراوح طوله بشكل عام من 1.5 إلى 2.2 م (4 قدم 11 بوصة إلى 7 قدم 3 بوصة). وصفه عالم الطبيعة الاسكتلندي توماس تريل في عام 1843، أنه يحتوي على نوعين فرعيين معترف بهما: النوع الفرعي المرشح من وسط وغرب إفريقيا جنوب الصحراء الكبرى، والأنواع الفرعية الشرقية ذات الذيل الأسود من شرق أفريقيا جنوب الصحراء الكبرى، وغرب كينيا بشكل رئيسي.
تتغذى ممبة جمسون بشكل رئيسي على الطيور والثدييات لأنها في الغالب شجرية. يتكون سمها من كل من السموم العصبية والسموم القلبية. تشمل أعراض التسمم عند الإنسان الألم والتورم في مكان اللدغة، يليه التورم والقشعريرة والتعرق وآلام البطن والقيء، مع تداخل الكلام وصعوبة التنفس والشلل. سُجلت الوفيات في غضون ثلاث إلى أربع ساعات من التعرض للدغ. السم من الأنواع الفرعية الشرقية أقوى بحوالي ضعف قوة السلالة الفرعية المرشحة.

## التصنيف والاشتقاق
وصف ممبة جمسون أول مرة باسم إلابس جينسون في عام 1843 من قبل توماس تريل، وهو طبيب اسكتلندي وعالم حيوان وعالم في الفقه الطبي. اللقب الخاص هو تكريم لروبرت جمسون، معاصر تريل وأستاذ ريجيوس للتاريخ الطبيعي في جامعة إدنبرة حيث درس تريل. ابتكر عالم الطبيعة الألماني هيرمان شليغل في عام 1848 جنس Dendroaspis، عيّنًا ممبة جمسون كنوع من الأنواع. الاسم العام مشتق من الكلمات اليونانية القديمة δένδρον (dendron، "الشجرة") و ἀσπίς (aspis ' asp '). أخطأ في كتابة الجنس على أنه Dendraspis بواسطة عالم الحيوان الفرنسي أوغست دومريل في عام 1856، وذهب بشكل عام دون تصحيح من قبل المؤلفين اللاحقين. صحح عالم الزواحف الهولندي ليو برونجيرسما التهجئة إلى الأصل في عام 1936.

وصف عالم الأحياء البريطاني آرثر لوفريدج نوعًا فرعيًا جديدًا من النوع D في عام 1936. إن تحليل مكونات السم لجميع حيوانات الممبة يضع ممبة جمسون كأنواع شقيقة للممبة الخضراء الغربية (Dendroaspis viridis)، كما هو موضح في مخطط النسل أدناه.
|  | king cobra (ناشر ملك) |
|  |                       |

|  | \| \| Jameson's mamba – western subspecies (Dendroaspis j. jamesoni) \| \| \| \| \| \| Jameson's mamba – eastern subspecies (Dendroaspis j. kaimosae) \| \| \| \| |
|  | |
|  | western green mamba (ممبة خضراء غربية) |
|  | |
|  | Jameson's mamba – western subspecies (Dendroaspis j. jamesoni) |
|  | |
|  | Jameson's mamba – eastern subspecies (Dendroaspis j. kaimosae) |
|  | |

|  | Jameson's mamba – western subspecies (Dendroaspis j. jamesoni) |
|  |                                                                |
|  | Jameson's mamba – eastern subspecies (Dendroaspis j. kaimosae) |
|  |                                                                |

|  | eastern green mamba (ممبة خضراء شرقية) |
|  |                                        |
|  | black mamba (ممبة سوداء)               |
|  |                                        |

|  | \| \| Jameson's mamba – western subspecies (Dendroaspis j. jamesoni) \| \| \| \| \| \| Jameson's mamba – eastern subspecies (Dendroaspis j. kaimosae) \| \| \| \| |
|  | |
|  | western green mamba (ممبة خضراء غربية) |
|  | |
|  | Jameson's mamba – western subspecies (Dendroaspis j. jamesoni) |
|  | |
|  | Jameson's mamba – eastern subspecies (Dendroaspis j. kaimosae) |
|  | |

|  | Jameson's mamba – western subspecies (Dendroaspis j. jamesoni) |
|  |                                                                |
|  | Jameson's mamba – eastern subspecies (Dendroaspis j. kaimosae) |
|  |                                                                |

|  | eastern green mamba (ممبة خضراء شرقية) |
|  |                                        |
|  | black mamba (ممبة سوداء)               |
|  |                                        |

|  | king cobra (ناشر ملك) |
|  |                       |

|  | \| \| Jameson's mamba – western subspecies (Dendroaspis j. jamesoni) \| \| \| \| \| \| Jameson's mamba – eastern subspecies (Dendroaspis j. kaimosae) \| \| \| \| |
|  | |
|  | western green mamba (ممبة خضراء غربية) |
|  | |
|  | Jameson's mamba – western subspecies (Dendroaspis j. jamesoni) |
|  | |
|  | Jameson's mamba – eastern subspecies (Dendroaspis j. kaimosae) |
|  | |

|  | Jameson's mamba – western subspecies (Dendroaspis j. jamesoni) |
|  |                                                                |
|  | Jameson's mamba – eastern subspecies (Dendroaspis j. kaimosae) |
|  |                                                                |

|  | eastern green mamba (ممبة خضراء شرقية) |
|  |                                        |
|  | black mamba (ممبة سوداء)               |
|  |                                        |

|  | \| \| Jameson's mamba – western subspecies (Dendroaspis j. jamesoni) \| \| \| \| \| \| Jameson's mamba – eastern subspecies (Dendroaspis j. kaimosae) \| \| \| \| |
|  | |
|  | western green mamba (ممبة خضراء غربية) |
|  | |
|  | Jameson's mamba – western subspecies (Dendroaspis j. jamesoni) |
|  | |
|  | Jameson's mamba – eastern subspecies (Dendroaspis j. kaimosae) |
|  | |

|  | Jameson's mamba – western subspecies (Dendroaspis j. jamesoni) |
|  |                                                                |
|  | Jameson's mamba – eastern subspecies (Dendroaspis j. kaimosae) |
|  |                                                                |

|  | eastern green mamba (ممبة خضراء شرقية) |
|  |                                        |
|  | black mamba (ممبة سوداء)               |
|  |                                        |

## وصف
ممبة جمسون هي أفعى طويلة ونحيلة ذات حراشف ناعمة وذيل يمثل عادة 20 إلى 25٪ من إجمالي طولها. يبلغ الطول الإجمالي (بما في ذلك الذيل) للأفعى البالغة 1.5–2.2 م (4 قدم 11 بوصة–7 قدم 3 بوصة) تقريبًا. قد ينمو بحجم 2.64 م (8 قدم 8 بوصة). الرأي السائد هو أن الجنسين من نفس الحجم، على الرغم من أن العمل الميداني في جنوب شرق نيجيريا وجد أن الذكور أكبر بكثير من الإناث. تميل الأفاعي البالغة إلى اللون الأخضر الباهت من جهة الظهر، الذي يمتزج باللون الأخضر الباهت جهة أسفل البطن مع حراشف ذات حواف سوداء بشكل عام. عادة ما تكون الرقبة والحلق والأجزاء السفلية كريمية أو صفراء اللون. ممبة جمسون لها رأس رفيع وممدود يحتوي على عيون صغيرة وبؤبؤ مستدير. مثل الممبة الخضراء الغربية، مسطحة العنق أحيانا. تتميز الأنواع الفرعية جامسوني كايموساي، التي توجد في الجزء الشرقي من نطاق الأنواع، بذيل أسود، في حين أن الأمثلة الوسطى والغربية عادةً ما يكون لها ذيل أخضر باهت أو أصفر. الأنياب الرفيعة متصلة بالفك العلوي ولها ثلم ينزل على سطحها الأمامي.

## تحجيم
يلعب عدد ونمط المقاييس على جسم الثعبان دورًا رئيسيًا في تحديد الهوية والتمايز على مستوى الأنواع. ممبة جمسون ما بين 15 و 17 صفًا من المقاييس الظهرية في منتصف الجسم، 210 إلى 236 أو 202 إلى 227 مقياس بطني، 94 إلى 122 أو 94 إلى 113 المقاييس السفلية المقسمة ومقياس شرجي مقسم. فمه مبطّن بـ 7 إلى 9 (عادة 8) قشور فوق شفوية أعلى و 8 إلى 10 (عادة 9) قشور تحت الشفاه، الرابعة تقع فوق وتحت العين. عيونها لديها ثلاثة ما قبل العين، وثلاثة بعد العين وواحد تحت العين.

## توزيع والسكن
توجد ممبة جمسون في الغالب في وسط إفريقيا وغرب إفريقيا وفي بعض أجزاء شرق إفريقيا. في وسط إفريقيا، يمكن العثور عليها من أنغولا شمالًا إلى جمهورية الكونغو الديمقراطية، وجمهورية الكونغو، وجمهورية إفريقيا الوسطى، وإلى أقصى الشمال مثل جبال إيماتونج في جنوب السودان. في غرب إفريقيا، تمتد من غانا شرقاً إلى توغو ونيجيريا والكاميرون وغينيا الاستوائية والجابون. في شرق إفريقيا يمكن العثور عليها في أوغندا وكينيا ورواندا وبوروندي وتنزانيا. السلالات الفرعية جامسوني كايموساي د مستوطنة في شرق إفريقيا وتوجد بشكل رئيسي في غرب كينيا، حيث تقع المنطقة المحلية، وكذلك في أوغندا ورواندا وجمهورية الكونغو الديمقراطية المجاورة. إنه ثعبان شائع وواسع الانتشار نسبيًا، خاصة عبر مداها الغربي. أشار المسح الميداني في نيجيريا إلى أن الأنواع مستقرة.
توجد في الغابات المطيرة الأولية والثانوية والغابات والسافانا والمناطق التي أزيلت منها الغابات على ارتفاعات تصل إلى 2,200 متر (7,200 قدم) مرتفع، ممبة جمسون هو نوع قابل للتكيف. أنها لا تزال قائمة في المناطق التي شهدت إزالة الغابات على نطاق واسع والتنمية البشرية. غالبًا ما توجد حول المباني وحدائق المدينة والأراضي الزراعية والمزارع. ممبة جمسون هو أفعى شجرية للغاية، من أكثر أقاربها الممبة الخضراء الشرقية وممبة الغربية الخضراء، وبشكل ملحوظ أكثر من الممبة السوداء.

## معرض

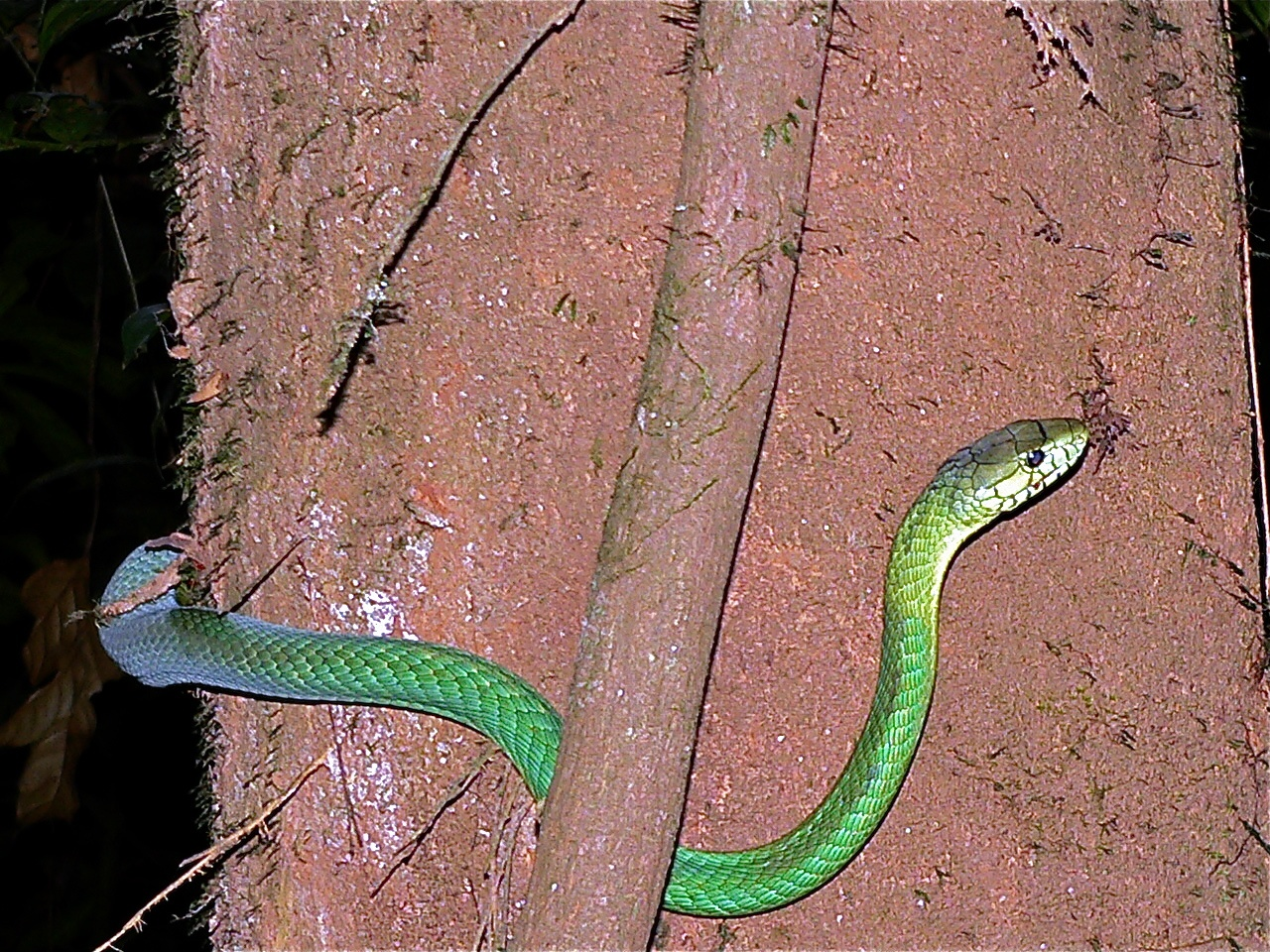

سويسب. جمسون يبحر في شجرة. منتزه كوروب الوطني

## السلوك والبيئة
ممبة جمسون هو ثعبان رشيق للغاية. مثل حيوانات الممبة الأخرى، فهي قادرة على تسطيح رقبتها تماما مثل أفعى الكوبرا عندما تشعر بالتهديد، ويعطي شكل وطول جسمها القدرة على الهجوم في نطاق كبير. لكنها بشكل عام ليست عدوانية، وعادة ما تحاول الهروب إذا تمت مواجهتها.

### تربية
تقاتل الذكور مع بعضهم البعض في نيجيريا للوصول إلى الإناث (ثم يتكاثرون) خلال موسم الجفاف في ديسمبر ويناير وفبراير. سُجل التزاوج في سبتمبر في غابة كاكاميغا في كينيا. ممبة جمسون بيوضية. تضع الأنثى البيض من 5-16 بيضة؛ سُجل الزرع في نيجيريا من أبريل إلى يونيو ، وعلى الأرجح بعد فترة وجيزة من نوفمبر في أوغندا.  استرد البيض من مستعمرات النمل الأبيض المهجورة.

### النظام الغذائي والحيوانات المفترسة
كان من الصعب دراسة ممبة جمسون في هذا المجال بسبب طبيعتها الشجرية ولونها الأخضر. لم يلاحظ الصيد ولكن يُعتقد أنه يستخدم استراتيجية الجلوس والانتظار، والتي أُبلغ عنها لممبة الشرقية الخضراء. يتكون الجزء الأكبر من نظامها الغذائي من الطيور والثدييات التي تعيش على الأشجار، مثل سُكان القريضة ونقار الخشب والحمامات والسناجب والزبابة والفئران. الأفراد الأصغر الذين تقل أعمارهم عن 100 سـم (40 بوصة) في الطول تتغذى على السحالي مثل الحرذون الشائع والضفادع. لا يوجد دليل على أنهم تكيفوا مع صيد القوارض الأرضية مثل الفئران، على الرغم من ملاحظتهم وهم يأكلون القوارض في كينيا، وقد قبلوها في القفص.
والحيوانات المفترسة الرئيسية لهذا النوع هي الطيور الجارحة، بما في ذلك النسر العسكري، والعقاب، ونسر الثعبان في الكونغو. قد تشمل الحيوانات المفترسة الأخرى غرير العسل والثعابين الأخرى وأنواع النمس.

## السم
| green snake closeup |

تصنف منظمة الصحة العالمية ممبة جمسون على أنها ثعبان ذو أهمية طبية في أفريقيا جنوب الصحراء الكبرى، على الرغم من وجود سجلات قليلة للدغات الأفاعي. وجدت الملاحظات الميدانية على مدى 16 عامًا في دلتا النيجر في جنوب نيجيريا أن كل من البشر والثعابين كانوا أكثر نشاطًا في المناطق الريفية خلال موسم الأمطار، من أبريل إلى أغسطس، مما جعل هذه الفترة ذروة لدغات الأفاعي. بالإضافة إلى الخضوع للدغات الأفاعي، فقد ورد أن العمال قد لقوا حتفهم من السقوط من الأشجار بعد مصادفة ممبة جمسون في مظلة الأشجار في مزارع زيت النخيل. لدغات الثعابين نادرة في المدن ولكنها أكثر شيوعًا في مناطق الغابات في بلدان مثل جمهورية الكونغو الديمقراطية؛ إن البنية التحتية السيئة في البلاد والافتقار إلى المرافق تجعل الوصول إلى مضادات السموم أمرًا صعبًا.
إن سم ممبة جمسون شديد السمية العصبية مثل الممبة الأخرى. تشمل أعراض التسمم بهذا النوع ألمًا وتورمًا في موقع اللدغة. تشمل التأثيرات الجهازية تورمًا عامًا وقشعريرة وتعرقًا وألمًا في البطن وقيئًا مع تداخل في الكلام وصعوبة في التنفس وشلل. سُجلت الوفاة في غضون ثلاث إلى أربع ساعات من التعرض للعض؛ هناك تقرير غير مؤكد عن وفاة طفل في غضون 30 دقيقة. بمتوسط جرعة مميتة من الفئران عن طريق الوريد (LD 50 ) يبلغ 0.53 مجم / كجم، يكون السم من السلالات الشرقية كيموسي أكثر من ضعف قوة الأنواع الفرعية المحددة جامسوني عند 1.2 مجم / كجم. السبب في ذلك غير واضح لأن تركيبات السم متشابهة بين النوعين الفرعيين، على الرغم من أن كيموسي يحتوي على تركيزات أعلى من السم العصبي القوي -1.
تحتوي ممبة جمسون في الغالب على عوامل سامة ثلاثية الأصابع بالإضافة إلى السموم الشجرية على غرار سم معظم حيوانات الممبة الأخرى. تشمل السموم الأخرى الموجودة في عائلة الأصابع الثلاثة السموم العصبية ألفا والسموم القلبية والفاسيكولين. السموم الديندروتوكسين تشبه مثبطات الأنزيم البروتيني من نوع كونيتز التي تتفاعل مع قنوات البوتاسيوم التي تعتمد على الجهد، وتحفز أستيل كولين وتسبب تأثيرًا مثيرًا، ويعتقد أنها تسبب أعراضًا مثل التعرق. على عكس العديد من أنواع الثعابين، فإن سم الممبة يحتوي على القليل من فسفوليباز A2. على الرغم من عزل السموم القلبية بنسب أعلى من سمها مقارنة بأنواع الممبة الأخرى، إلا أن دورها في السمية غير واضح وربما ليس بارزًا.

### علاج
سرعة ظهور السم يعني أن هناك حاجة إلى عناية طبية عاجلة. العلاج القياسي للإسعافات الأولية لأي لدغة من ثعبان سام مشتبه به هو تطبيق ضمادة ضغط، وتقليل حركة الضحية، والنقل السريع إلى المستشفى أو العيادة. بسبب الطبيعة السامة للأعصاب لسم ممبة الأخضر، قد تكون عاصبة الشرايين مفيدة. يعطى أحيانًا ذوفان الكزاز، على الرغم من أن العلاج الرئيسي هو إعطاء مضاد السم المناسب. أصبحت مضادات السموم ثلاثية التكافؤ وأحادية التكافؤ  للأسود، والأخضر الشرقي، وممبة جمسون متاحة في الخمسينيات والستينيات.

## أنظر أيضا
- بوابة الثعابين